# Friedrich Specht (Mediziner)

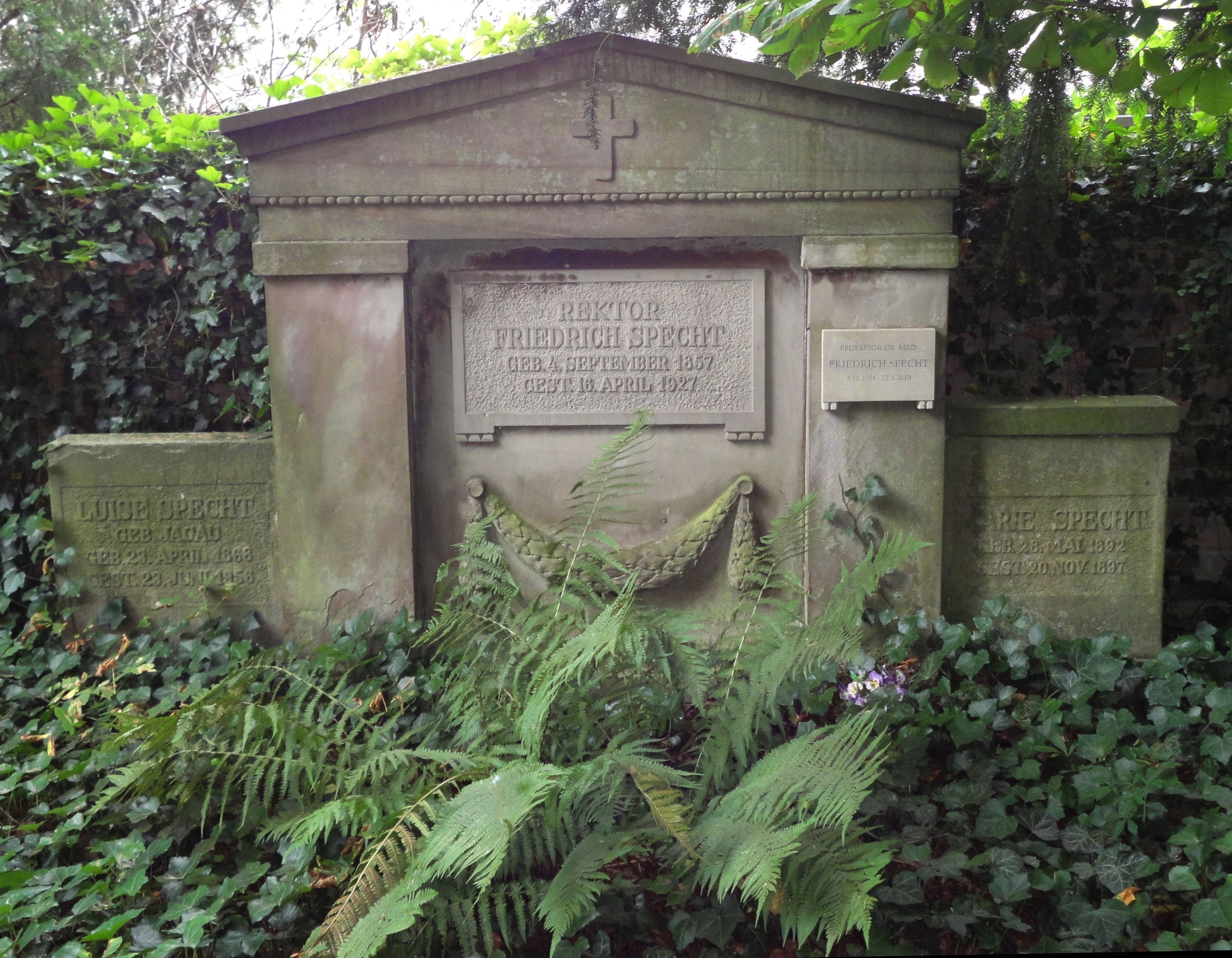
Stadtfriedhof Göttingen, Grab Friedrich Specht (kleine Tafel rechts)

Friedrich Specht (* 3. Dezember 1924 in Emden; † 27. Januar 2010 in Göttingen) war ein deutscher Psychiater und Psychotherapeut.

## Leben
Nach Wehrdienst, amerikanischer Kriegsgefangenschaft und Medizinstudium promovierte er im Jahr 1950. Im Jahr 1955 folgte die Habilitation. Schwerpunkte seiner Forschung waren autistische Entwicklungsstörungen, Störungen des Sozialverhaltens im Kindes- und Jugendalter, Schülerbelastung und schulvermeidendes Verhalten, Entwicklungskrisen im Jugendalter sowie depressive Störungen bei Kindern und Jugendlichen. Ab 1955 übernahm er die Leitung der Kinderstation in der kinderpsychiatrischen Ambulanz der Universitäts-Nervenklinik Göttingen und befasste er sich mit dem Aufbau eines Bereichs für Kinder- und Jugendpsychiatrie. Im Jahr 1958 war Specht Mitbegründer eines Vereins zur Förderung des Psychagogischen Kinderheims Schloss Rittmarshausen. Von 1970 bis 1994 war er Professor für Psychiatrie an der Universität Göttingen. Seit 1995 war er Lehrbeauftragter an der Universität Osnabrück. Seit 1972 war er zudem Fachberater des Niedersächsischen Justizministeriums in Angelegenheiten der sozialtherapeutischen Einrichtungen im Justizvollzug. Er engagierte sich langjährig ehrenamtlich im Niedersächsischen Psychiatrie-Ausschuss für die Versorgung von Kindern und Jugendlichen mit psychischen Störungen. Specht war Mitglied der Sachverständigenkommission der Psychiatrie-Enquête, der Bundeskonferenz für Erziehungsberatung und des Vorstandes seiner Fachgesellschaft.
Ein weiterer Schwerpunkt seiner Arbeit war die Förderung sozialer Organisationen, wie dem Christophorushaus Göttingen. Außerdem fungierte er als Berater an der IGS Göttingen.
Einer breiteren Öffentlichkeit bekannt wurde Friedrich Specht, als er im Strafverfahren gegen Peter-Jürgen Boock vor dem Oberlandesgericht Stuttgart von der Verteidigung als Sachverständiger benannt und geladen wurde. Gericht und Bundesanwaltschaft behandelten ihn feindselig und verdächtigten ihn als Sympathisanten des Angeklagten. So wurde er in einer schriftlichen Stellungnahme der Bundesanwaltschaft als „Professor Schlecht“ bezeichnet. Gerhard Mauz sprach von einer „beispiellosen Erniedrigung“.

## Ehrungen
Specht erhielt 1985 für seine Verdienste um die Versorgung psychisch kranker und behinderter Kinder und Jugendlicher sowie seine Bemühungen für die Sozialtherapie das Bundesverdienstkreuz am Bande.